# John Gray (regista)
John Gray (Brooklyn, ...) è un regista, sceneggiatore e produttore televisivo statunitense.

## Biografia
Ha iniziato la carriera nel 1982 come regista del serial Power House, sospesa dopo otto episodi, con interprete Henry Winkler. È conosciuto per essere l'ideatore della serie televisiva prodotta dalla CBS Ghost Whisperer - Presenze, in onda negli Stati Uniti fra il 2005 e il 2010, con interprete principale l'attrice Jennifer Love Hewitt. Ha scritto e diretto numerosi lavori di interesse per la televisione fra cui il remake del telefilm del 1976 Helter Skelter, Martin and Lewis, The Hunley, The Day Lincoln Was Shot, oltre a episodi della serie Hallmark Hall of Fame.
Nel 1986 ha curato la sceneggiatura del film drammatico Billy Galvin, con Lenny Von Dohlen e Karl Malden nei ruoli principali. Dalla fine degli anni ottanta ha lavorato come regista e autore di diversi film per la televisione ha, fra cui, per la ABC, la serie Empire, con Santiago Cabrera, e il film tv Haven - Il rifugio. Dal 2006 è sposato con la produttrice cinematografica Melissa Jo Peltier da cui ha avuto un bambino. 

## Filmografia

### Regista
- Powerhouse – serie TV (1982)
- Footlights and Flatfeet (1984)
- Billy Galvin (1986)
- Monsters – serie TV, un episodio (1989)
- When He's Not a Stranger – film TV (1989)
- The Lost Capone – film TV (1990)
- La storia di Marla Hanson (The Marla Hanson Story) – film TV (1991)
- Dopo la gloria (An American Story) – film TV (1992)
- A Place for Annie – film TV (1994)
- Born to Be Wild (1995)
- Delitti inquietanti (The Glimmer Man) (1996)
- The Day Lincoln Was Shot – film TV (1998)
- The Hunley – film TV (1999)
- Haven - Il rifugio (Haven) – film TV (2001)
- Brian's Song – film TV (2001)
- The Seventh Stream – film TV (2001)
- Martin and Lewis – film TV (2002)
- Helter Skelter – film TV (2004)
- Ghost Whisperer – serie TV, 14 episodi (2005-2010)
- Empire – miniserie TV, 2 episodi (2005)
- White Irish Drinkers (2010)
- Hide – film TV (2011)
- Un amore di candidato (The Makeover) – film TV (2013)

### Sceneggiatore
- Billy Galvin (1986)
- When He's Not a Stranger – film TV (1989)
- The Lost Capone – film TV (1990)
- La storia di Marla Hanson (The Marla Hanson Story) – film TV (1991)
- Dopo la gloria (An American Story) – film TV (1992)
- Sleep, Baby, Sleep – film TV (1995)
- The Day Lincoln Was Shot – film TV (1998)
- The Hunley – film TV (1999)
- Brian's Song – film TV (2001)
- The Seventh Stream – film TV (2001)
- Martin and Lewis – film TV (2002)
- Helter Skelter – film TV (2004)
- Ghost Whisperer – serie TV, 104 episodi (2005-2010)
- White Irish Drinkers (2010)
- El don de Alba – serie TV, 13 episodi (2012-2013)

### Produttore
- The Seventh Stream – film TV (2001)
- Ghost Whisperer – serie TV, 62 episodi (2005-2008)
- White Irish Drinkers (2010)